# MILES AHEAD/マイルス・デイヴィス 空白の5年間
『MILES AHEAD/マイルス・デイヴィス 空白の5年間』（マイルス・アヘッド/マイルス・デイヴィス くうはくのごねんかん、原題: Miles Ahead）は、2015年のアメリカ合衆国の伝記映画。1970年代後半のマイルス・デイヴィスを描いており、監督・脚本・主演をドン・チードルが務めている。

## あらすじ
ジャズの帝王として人気絶頂だったマイルス・デイヴィス。しかし1970年代の今、長い隠蔽生活を過ごしていた。ある日、彼の自宅にローリング・ストーン誌の若い記者が訪れる。それは社の命令でカムバックを計画しているマイルスの現在を取材するというものだった。始めは慇懃に扱っていたマイルスだがやがて意気投合する。記者はマイルスが別れた妻・フランシスを忘れられないのだと推測する。その通りでマイルスは過去の思い出に囚われていた。ところが、マイルスの新作のテープがギャングに強奪されてしまう。怒り狂ったマイルスは記者を同行させボスの元に乗り込み銃撃戦の挙げ句、テープを強奪する。たちまち追跡が始まる。二人はボクシング会場に逃げ込む。しかし、銃撃戦が始まってしまう。大混乱する会場でリングにいたのは若くスーツ姿で「ソー・ホワット」を自分のバンドと演奏しているマイルスだった・・・。

## キャスト
※括弧内は日本語吹替
- マイルス・デイヴィス - ドン・チードル（滝藤賢一[6]）
- デイヴ・ブレイデン - ユアン・マクレガー（森川智之）
- フランセス・テイラー - エマヤツィ・コーリナルディ（英語版）（折井あゆみ）
- ジュニア - キース・スタンフィールド（海老名翔太）
- ハーパー・ハミルトン - マイケル・スタールバーグ（てらそままさき）

## 製作
ドン・チードルは映画 『ALI アリ』のオーディションを受けた際、脚本家のクリス・ウィルキンソンからマイルス・デイヴィスを演じるよう勧められた。デイヴィスがロックの殿堂入りを果たした2006年、デイヴィスの甥にあたるヴィンス・ウィルバーンは「ドン・チードルだけが私のおじを演じられる役者であり、彼は間もなく演じるであろう」と記者に語った。チードルは、そのニュースを聞いて驚いたが、デイヴィスの家族との会議に参加した。
会議の中で、デイヴィスに関わった5名の女性たちを中心とする物語など、複数の構想が明かされたが、これらに対してチードルは難色を示した。彼は「マイルス・デイヴィスをギャングスターとして描いた映画にするべきである」と語り、その言葉にデイヴィスの家族は同意した。帰り道、チードルは自ら監督することを決意した。また、自らマイルスを演じようと考えた。彼のインタビュー映像や各時代の演奏シーンを見てを動きやしぐさをものまねしインタビューの音源を聞き喋り方をものまねした。
当初は『Kill the Trumpet Player』と題されていたが、正式な題名は『Miles Ahead』となった。これはマイルス・デイヴィスの1957年のアルバム『マイルス・アヘッド』にちなんでいる。音楽はマイルスの実際の演奏が使用されている。

## 上映
ニューヨーク映画祭のクロージング作品として、2015年10月10日、本作のプレミア上映が行われた。アメリカ合衆国では2016年4月1日に一般公開された。公開第1週の週末は4スクリーンで122,751ドル、1スクリーンあたり30,688ドルの興行収入を記録している。

## 評価
Rotten Tomatoesには154件の批評家レヴューがあり、支持率は73%、平均値は6.4点となっている。Metacriticには38件の批評家レヴューがあり、平均値は64点となっている。
本作のコンピレーション・サウンドトラックは、第59回グラミー賞の最優秀コンピレーション・サウンドトラック賞にノミネートされた。